# Мусапиров, Аппак
Аппак Мусапиров (каз. Аппақ Мүсәпіров, 1901 год, аул Чубар(Алдабергеново), Туркестанский край, Российская империя — дата смерти 1964, СССР) — колхозник, Герой Социалистического Труда (1948).

## Биография
Родился в 1901 году в ауле Чубар. С раннего детства занимался батрачеством. С 1926 года работал на строительстве Турксиба. В 1930 году вступил в колхоз «Джана-Талап». Участвовал в Великой Отечественной войне. После демобилизации вернулся в колхоз «Джана-Талап», где стал работать бригадиром полеводческой бригады.
В 1947 году полеводческая бригада, которой руководил Аппак Мусапиров, сдал колхозу более 14 тысяч сахарной свеклы. Также с каждого гектара бригад собрала по 13 центнеров пшеницы вместо запланированной нормы в 10 центнеров. За получение высоких урожаев пшеницы, ржи, хлопка в 1947 году удостоен звания Героя Социалистического Труда указом Президиума Верховного Совета СССР от 28 марта 1948 года с вручением ордена Ленина и золотой медали «Серп и Молот».
Награды
- Герой Социалистического Труда
- Орден Ленина (1948);

## Источник
- Герои Социалистического труда по полеводству Казахской ССР. Алма-ата. 1950. 412 стр.